# シネイド・ジャック
シネイド・ジャック＝キサル（Sinead Jack-Kısal、1993年11月8日 - ）は、トルコ国籍の女子バレーボール選手である。元トリニダード・トバゴ代表、現トルコ代表。

## 来歴
トリニダード・トバゴのマウント・ホープ出身。2009年にナショナルチーム入り。2011年のパンアメリカンカップに出場。2013年のNORCECA選手権ではベストミドルブロッカーに耀いた。
クラブレベルでは2011年から渡欧しポーランドのAZSビャウィストクに入団。2013年にロシアのウラロチカ・エカテリンブルクに移籍。さらに2016年からはトルコのガラタサライに移籍した。
2018年9月、世界選手権に出場した。同月に日本のデンソーエアリービーズに移籍した。選手登録名はシニアード・ジャック。デンソーで2シーズンプレーした。2021/22シーズンはイタリアセリエAのメガボックス・ヴァッレフォリアへ移籍した。
2025年、ネーションズリーグのトルコ代表登録メンバーに選出された。

## 人物
2019年にトルコのバレーボール選手であるムラタン・キサル（同年にヴォレアス北海道でプレー）と結婚し、2022年にトルコ国籍を取得している。

## 球歴
- トリニダード・トバゴ代表（2011-2018年）
- トルコ代表（2025年-）

## 所属チーム
- AZSビャウィストク（2011-2013年）
- ウラロチカ・エカテリンブルク（2013-2016年）
- ガラタサライ・イスタンブル（2016-2018年）
- デンソーエアリービーズ（2018-2020年）
- İller Bankası（2020-2021年）
- メガボックス・ヴァッレフォリア（2021-2022年）
- エジザージュバシュ（2022年-）

## 受賞歴
- 2013年 - NORCECA選手権 ベストミドルブロッカー
- 2017年 - パンアメリカンカップ ベストミドルブロッカー[11]
- 2019年 - 2018-19 V.LEAGUE DIVISION1 ベスト6
- 2020年 - 2019-20 V.LEAGUE DIVISION1 ベスト6、スパイク賞